# Utricularia cheiranthos
Utricularia cheiranthos är en tätörtsväxtart som beskrevs av Peter Geoffrey Taylor. Utricularia cheiranthos ingår i släktet bläddror, och familjen tätörtsväxter. Inga underarter finns listade i Catalogue of Life.